# Svedala landskommun
Svedala landskommun var en tidigare kommun i dåvarande Malmöhus län.

## Administrativ historik
Kommunen bildades i Svedala socken i Oxie härad i Skåne när 1862 års kommunalförordningar trädde i kraft. I kommunen inrättades 7 juli 1899 Svedala municipalsamhälle, som med närområde utbröts 1919 och bildade Svedala köping
1950 uppgick kommunen i Svedala köping som 1971 ombildades till Svedala kommun.

## Politik

### Mandatfördelning i Svedala landskommun 1938-1946
| 15 | 1 | 5 |

| 19 |

| 15 | 6 |

| 20 |

| 15 | 6 |

| 19 |